# Georgi Antonov
Georgi Antonov (Bulgaars : Георги Антонов) (Vratsa, 7 juli 1970) is een voormalige Bulgaars voetballer die voorkeur speelde als een verdediger. Hij had gespeeld bij Botev Vratsa, Litex Lovetsj, FK Lokomotiv 1929 Sofia en CSKA Sofia.

## Loopbaan
Antonov maakte zijn debuut in Bulgarije in 1996. Hij heeft in totaal 7 wedstrijden gespeeld voor Bulgarije.
Antonov won met CSKA Sofia een competitie titel (Parva Liga) in 2002/03.

## Erelijst

### CSKA Sofia
- Parva Liga (1) : 2002-2003